# Orde van het IJzeren Drieblad
De Militaire Orde van het IJzeren Drieblad, in het Kroatisch "Vojnički red Željezni trolist" geheten, was de voornaamste onderscheiding van de "Onafhankelijke Staat Kroatië", een fascistische Duitse vazalstaat.
"Trolist", van het Latijn "trifolium", wat driebladige plant betekent, is verwant aan het Franse "trèfle", de Duitse woorden "Dreiblatt" en "Dreiblattbogen". In het Nederlands is de architectonische term "Gotisch driepasje" verwant.
De vorm is gebaseerd op drie elkaar overlappende cirkels en kan ook als symbool van de christelijke drievuldigheid worden gezien. De fascistische Ustašabeweging was fanatiek katholiek.
De dragers van de orde droegen de titel "vitez", wat "ridder" betekent. De orde was de Kroatische evenknie van de Duitse Orde van het IJzeren Kruis.
De ondergang van de Duitse Wehrmacht in de strijd tegen de partizanen en het Rode Leger betekende ook het einde van fascistisch Kroatië en haar ridderorden.

## De tien graden en de namen van enige dragers
- Grootkruis met Eikenkrans

nooit uitgereikt
- Grootkruis

uitgereikt aan Friedrich-Wilhelm Krüger
- Eerste Klasse met Eikenkrans (halsdecoratie)

uitgereikt aan Ante Pavelić en Arthur Phleps en Friedrich Paulus (wel toegekend, maar niet uitgereikt)
- Eerste Klasse (halsdecoratie)

Uitgereikt aan Slavko Kvaternik, Rafael Boban, August Schmidhuber
- Tweede Klasse Met Eikenkrans (steckkreuz)

Vijfmaal toegekend
- Tweede Klasse (steckkreuz)

Twaalfmaal toegekend, onder andere aan Marko Mesić
- Derde Klasse Met Eikenkrans (aan een lint door het 2e knoopsgat van het uniform)

Vijftigmaal toegekend
- Derde Klasse (aan een lint door het 2e knoopsgat van het uniform)

Vierenzestigmaal toegekend, onder andere aan Franjo Šimić en Jure Francetić
- Vierde Klasse Met Eikenkrans (aan driehoekig lint)

Tweehonderzesenvijftig maal toegekend
- Vierde Klasse (aan driehoekig lint)

Vijfhonderdenzevenenzeventig maal toegekend